# Audun Boysen
Audun Boysen, född 10 maj 1929 i Bjarkøy i Troms fylke, död 2 mars 2000 i Oslo, var en norsk friidrottare.
Boysen blev olympisk bronsmedaljör på 800 meter vid sommarspelen 1956 i Melbourne.